# 砂田量爾
砂田量爾（すなだ りょうじ、1926年5月21日 - 2015年3月23日）は、日本のシナリオ作家。

## 人物・来歴
愛媛県今治市出身。旧制松山高校から大阪帝国大学（現・大阪大学）理学部化学科卒。理学部へ進んだのは「一種の徴兵拒否」が目的と話したことがある。教師になるが一年で上京、欧文のタイピング、翻訳、オーディオの製造販売から物作りが得意なことを活かして闇市で売るなどさまざまな職を転々とする。初めて書いた脚本は、岩波映画の子供向け科学映画。友人にTBSの「七人の刑事」のスタッフに紹介されて脚本を1本書いたら採用され、1962年から「七人の刑事」のシナリオに参加、以後テレビドラマ、演劇台本などを多く書いた。「風の色」「風の町」「娘たちの四季」などがある。『ああ、この愛なくば』で昭和55年（1980年）度芸術祭大賞、『あふれる愛に』で昭和58年（1983年）度芸術祭優秀賞。
旧制松山高校の後輩で同じ脚本家の早坂暁は気になる存在で、彼の作品は必ず見ると話していたことがある。

## 主な作品
テレビドラマ
- 「日日の背信」（丹羽文雄原作）1967
- 「辻が花」（立原正秋原作）
- 「君は今どこにいるの」（小島政二郎原作）1968
- 「羽音」（三浦綾子原作）1968
- 「酒場の扉」（戸板康二原作）1970（ギャラクシー賞）
- 「舞いの家」（立原正秋原作）1972
- 「波の塔」（松本清張原作）1973　NHK
- 「別れの午後」1973
- 「霧の湖」（久生十蘭原作）1974　NHK少年ドラマシリーズ
- 「亜紀子」（大原富枝原作）1975
- 「定年後」（岡田誠三原作）1977　NHK
- 「霧氷」（夏樹静子原作）1977
- 「凶水系」（森村誠一原作）1978
- 「ガラスの家」（石沢英太郎原作）1979　NHK
- 「娘が家出した夏」（藤原審爾原作）1981
- 「道頓堀川」（宮本輝原作）1982　NHK
- 「大阪暮色」1984　NHK
- 「恋の華 白蓮」（永畑道子原作）1985　NHK
- 「鍵」（谷崎潤一郎原作）1995
- 「遠い国からの殺人者」（笹倉明原作）1995
- 「娘よ」（小島政二郎原作）2003

映画
- 衝動殺人　息子よ　1979（木下恵介と共同）